# Nono (football)
José Antonio Delgado Villar, dit Nono, né le 30 mars 1993 à Cadix, est un footballeur espagnol qui évolue au poste de milieu de terrain au Ruch Chorzów.

## Palmarès

### En club
- Coupe de Slovaquie : 2018

### En équipe nationale
- Équipe d'Espagne des moins de 18 ans
  - Vainqueur de la Coupe de l'Atlantique en 2012

- Équipe d'Espagne des moins de 19 ans
  - Vainqueur du Championnat d'Europe des moins de 19 ans en 2012